# Globimetula pachyclada
Globimetula pachyclada är en tvåhjärtbladig växtart som först beskrevs av Thomas Archibald Sprague, och fick sitt nu gällande namn av Danser. Globimetula pachyclada ingår i släktet Globimetula och familjen Loranthaceae. Inga underarter finns listade i Catalogue of Life.